# Cayla (Tolerme)
Der Cayla ist ein Fluss in Frankreich, der im Département Lot in der Region Okzitanien verläuft. Er entspringt im Gemeindegebiet von Labastide-du-Haut-Mont, entwässert generell in westlicher Richtung und mündet nach rund 19 Kilometern im Gemeindegebiet von Latouille-Lentillac als rechter Nebenfluss in den Tolerme.

## Orte am Fluss
(Reihenfolge in Fließrichtung)
- Bénéviole, Gemeinde Labastide-du-Haut-Mont
- Asfaux, Gemeinde Sénaillac-Latronquière
- Sousceyrac-en-Quercy
- Fournols, Gemeinde Latouille-Lentillac
- Latouille-Lentillac

## Sehenswürdigkeiten
Im Unterlauf bildet der Fluss eine sehenswerte Schlucht mit mehreren Wasserfällen.